# 11945 Амстердам
11945 Амстердам (1993 PC5, 1996 CC2, 11945 Amsterdam) — астероїд головного поясу, відкритий 15 серпня 1993 року.
Тіссеранів параметр щодо Юпітера — 3,204.